# Diocesi di Cerreto Sannita-Telese-Sant'Agata de' Goti

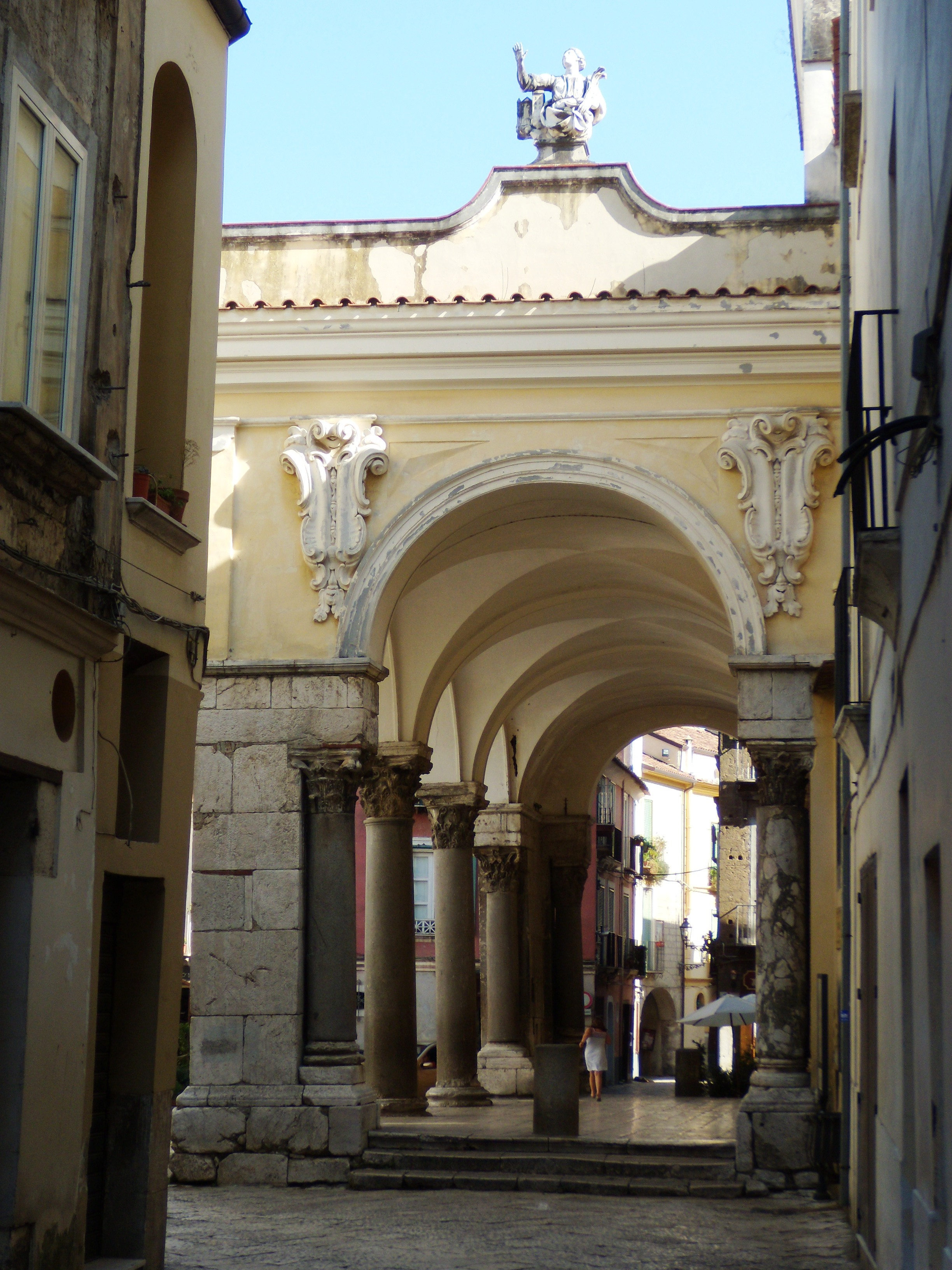
Pronao del Duomo di Sant'Agata de' Goti, concattedrale della diocesi

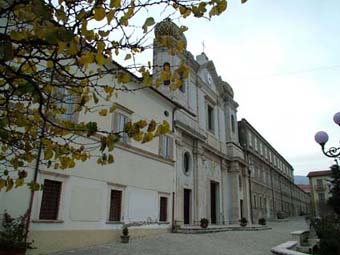
L'episcopio, la cattedrale della Santissima Trinità e il seminario a Cerreto Sannita

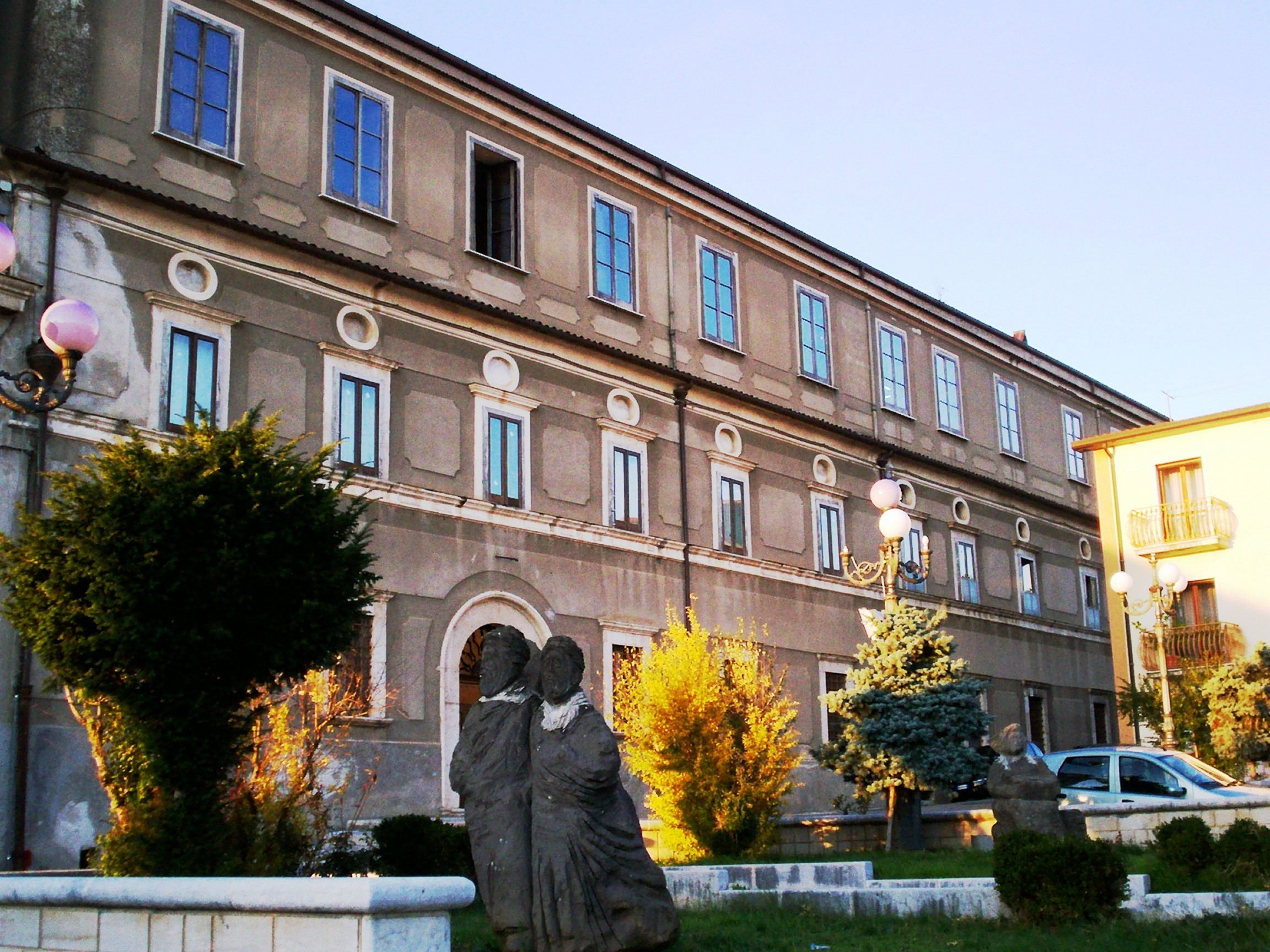
Il seminario di Cerreto Sannita visto da piazza Giovanni Paolo II.

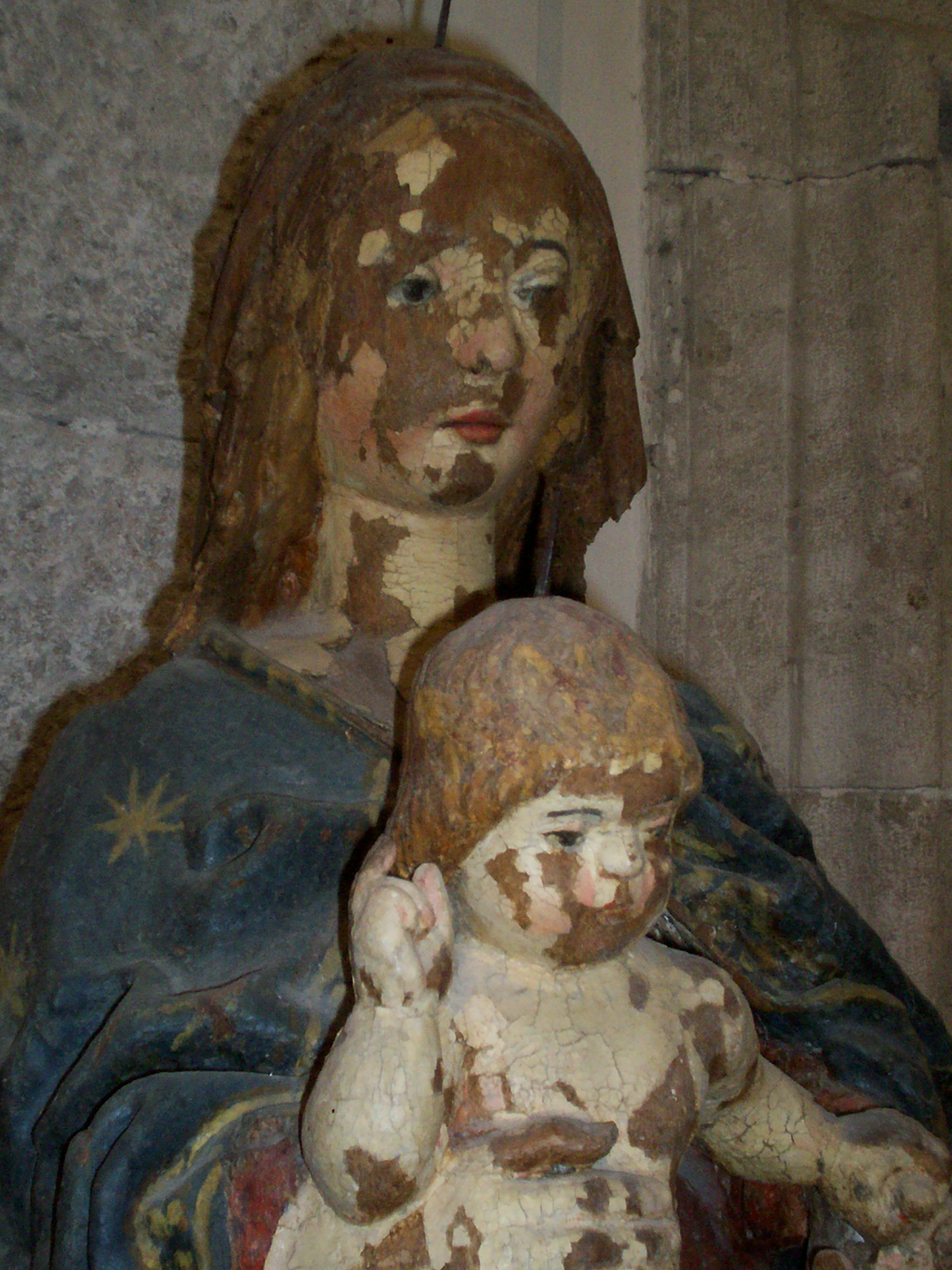
"Madonna della Libera" dell'XI secolo, oggi esposta al Museo civico di arte sacra di Cerreto Sannita

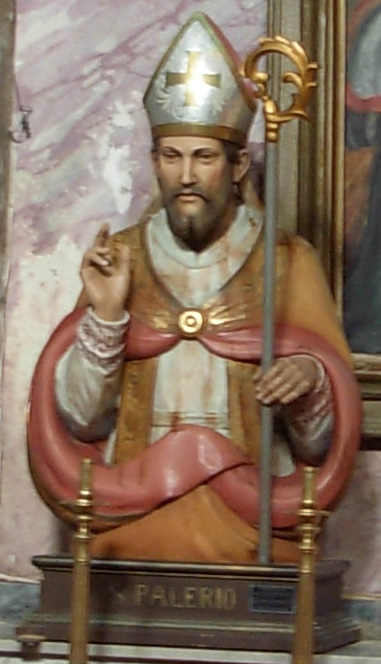
San Palerio di Telese, vescovo di Telese o Cerreto nel IX secolo

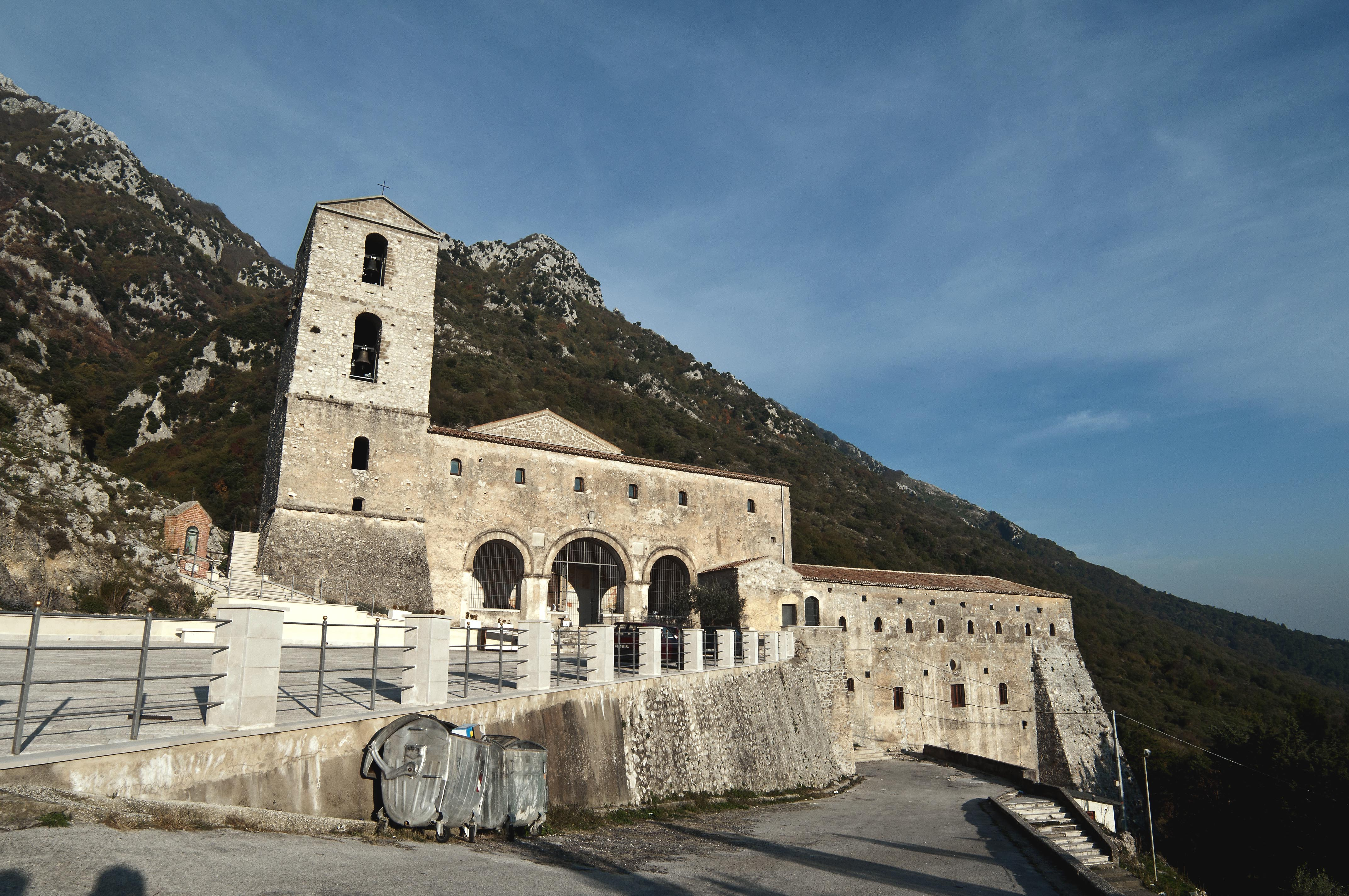
Il santuario della Madonna del Taburno.

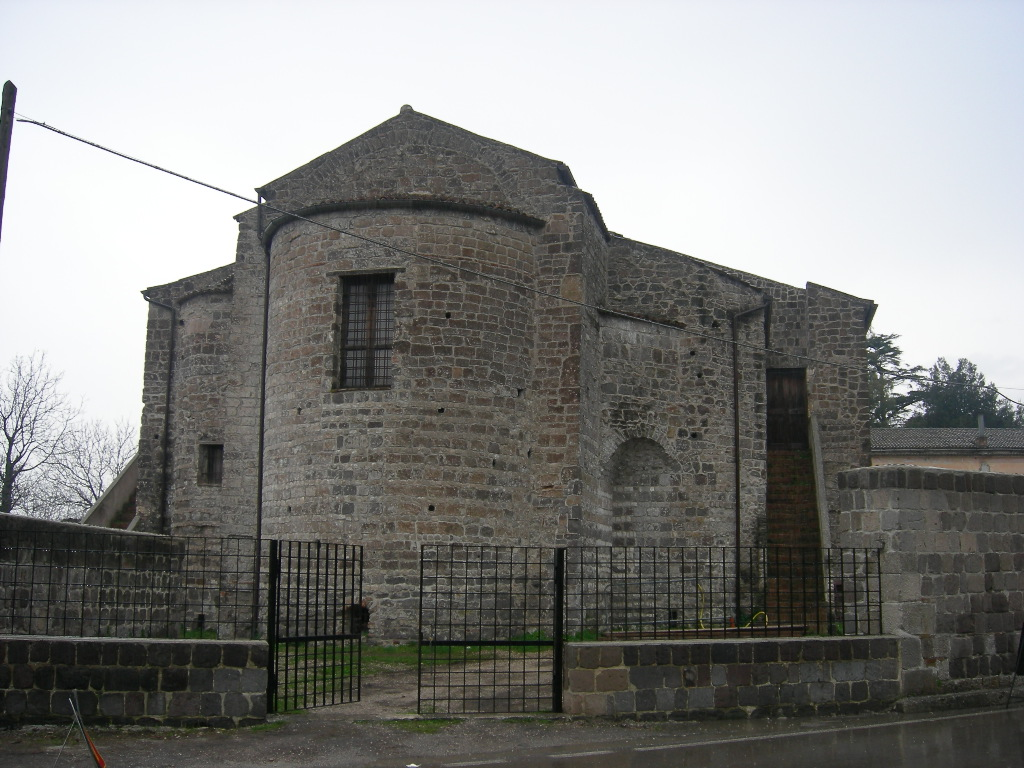
L'abbazia benedettina del Santissimo Salvatore a San Salvatore Telesino, fondata nell'XI secolo.

La diocesi di Cerreto Sannita-Telese-Sant'Agata de' Goti (in latino Dioecesis Cerretana-Thelesina-Sanctae Agathae Gothorum) è una sede della Chiesa cattolica in Italia suffraganea dell'arcidiocesi di Benevento appartenente alla regione ecclesiastica Campania. Nel 2023 contava 83.962 battezzati su 86.066 abitanti. È retta dal vescovo Giuseppe Mazzafaro.

## Territorio
La diocesi comprende 27 comuni della Campania, di cui:
- 25 nella parte ovest della provincia di Benevento: Cerreto Sannita, Airola, Amorosi, Arpaia, Bucciano, Casalduni, Castelvenere, Cusano Mutri, Dugenta, Durazzano, Faicchio, Forchia, Frasso Telesino, Guardia Sanframondi, Melizzano, Moiano, Pietraroja, Ponte, Puglianello, San Lorenzello, San Lorenzo Maggiore, San Salvatore Telesino, Sant'Agata de' Goti, Solopaca, Telese Terme;
- e 2 comuni della provincia di Caserta: Gioia Sannitica (ad eccezione delle frazioni di Calvisi e di Carattano, che appartengono alla diocesi di Alife-Caiazzo) e Valle di Maddaloni.

Confina con la diocesi di Alife-Caiazzo a nord ovest, con l'arcidiocesi di Campobasso-Boiano a nord, l'arcidiocesi di Benevento a est, la diocesi di Caserta a sud ovest, la diocesi di Acerra a sud e la diocesi di Nola a sud est.
Sede vescovile è la cittadina di Cerreto Sannita, dove si trova la cattedrale della Santissima Trinità. A Sant'Agata de' Goti sorge la concattedrale di Santa Maria Assunta. A Telese rimangono invece resti dell'ex cattedrale della Santa Croce. A Guardia Sanframondi sorge la basilica minore di Santa Maria Assunta.

### Foranie e parrocchie
Il territorio si estende su 583 km² ed è suddiviso in 60 parrocchie, raggruppate in 4 foranie: Cerreto Sannita, Telese Terme, Sant'Agata de' Goti e Airola.

### Santuari diocesani
Elenco dei santuari mariani riconosciuti presenti in diocesi:
- Santuario di Maria Santissima delle Grazie - Cerreto Sannita
- Santuario della Madonna del Taburno - Bucciano
- Santuario di Maria Santissima del Roseto - Solopaca
- Santuario di Santa Maria in Palmentata - Sant'Agata de' Goti
- Santuario-basilica dell'Assunta - Guardia Sanframondi
- Santuario di Maria Santissima Addolorata - Airola
- Santuario di Maria Santissima della Strada - San Lorenzo Maggiore

## Storia
L'attuale diocesi nasce nel 1986 dall'unione di due antiche sedi episcopali: Telese, documentata a partire dal V secolo, e che nell'Ottocento assunse il nome di Telese o Cerreto; e Sant'Agata de' Goti, i cui primi vescovi sono attestati nel X secolo.

### Telese o Cerreto
La diocesi di Telese fu eretta in epoca antica, ma non si hanno dati storici sicuri sulla sua fondazione, se non la menzione dei primi vescovi telesini nella seconda metà del V secolo: Florenzio, che fu tra i partecipanti al concilio romano indetto da papa Ilario nel 465; e Agnello, che prese parte al concilio lateranense voluto da papa Felice III nel 487. Nel 600 è documentato il vescovo Menna, che partecipò al concilio celebrato a Roma da papa Gregorio I.
Dopo questa data, e per i successivi quattro secoli, non si hanno più notizie della diocesi e dei suoi vescovi; Telese infatti visse una fase di declino, a causa delle guerre tra Bizantini, Longobardi e Saraceni e forse la successione episcopale fu interrotta. Nella metà del IX secolo la tradizione attribuisce san Palerio, ma su questo vescovo telesino non vi sono dati storici coevi se non tardivi racconti agiografici.
La diocesi di Telese è nuovamente documentata a partire dalla seconda metà del X secolo. Con la bolla Cum certum sit di papa Giovanni XIII del 26 maggio 969, il pontefice eresse Benevento a sede metropolitana e concesse all'arcivescovo Landolfo I la facoltà di consacrare i suoi vescovi suffraganei, tra cui quello di Telese. Tuttavia il primo vescovo conosciuto risale ad un secolo dopo; si tratta di un anonimo che prese parte al concilio provinciale indetto dal metropolita Uldarico nel 1061. Per l'XI e il XII secolo si conoscono pochi nomi di vescovi telesini: Arnaldo, menzionato in due diplomi del 1068 e del 1070 di dubbia fede; Gilberto, che partecipò al concilio provinciale indetto dal metropolita Milone nel 1075; e Pietro, documentato dal 1178 al 1190 e che prese parte al concilio lateranense del 1179.
Nell'XI secolo fu eretta a Telese l'abbazia benedettina del Santissimo Salvatore, che fu un importante «nodo di aggregazione religiosa e di controllo dell'area, e insieme centro d'irradiazione culturale e punto di tappa per viaggiatori e personalità politiche e religiose su uno dei tracciati interni della via Latina». Il monastero è documentato per la prima volta nel 1075, quando l'abate Lebbaldo prese parte al concilio provinciale indetto da Milone. Tra gli abati successivi si devono ricordare Giovanni, discepolo di Anselmo d'Aosta e futuro vescovo di Tusculum, e Alessandro, scrittore ecclesiastico e autore della storia di Ruggero II di Sicilia.
Nel 1139 la città di Telese fu distrutta in una guerra tra Rainulfo di Alife e Ruggero II di Sicilia, ma già a partire dall'anno successivo una nuova Telese fu ricostruita attorno alla cattedrale della Santa Croce. Nei secoli successivi però la città episcopale visse momenti travagliati, che portarono al suo progressivo abbandono, a causa delle forti emissioni di vapori sulfurei seguiti al terremoto del 1349. I vescovi allora dovettero abbandonare la città e si stabilirono in diverse località: Massa Superiore o Rocca de Episcopo, Faicchio, Guardia Sanframondi e Cerreto, che divenne residenza stabile dei vescovi a partire dal 1577.
Il vescovo Angelo Massarelli (1557-1566) fu segretario di papa Giulio III e segretario del concilio di Trento durante il papato di Paolo IV. I successori del Massarelli attuarono in diocesi i decreti di riforma del concilio. Nel 1593 il vescovo Cesare Bellocchi istituì a Cerreto il seminario diocesano. Il successore Eugenio Savino indisse nel 1596 la prima visita pastorale e istituì l'archivio diocesano. Il 22 maggio 1612 Giovanni Francesco Leone ottenne dalla Santa Sede la traslazione della cattedrale e del capitolo a Cerreto, decisione confermata il 22 settembre 1691.
Cerreto fu distrutta completamente dal terremoto del 1688, ma venne interamente ricostruita «secondo un piano regolatore a scacchiera, con piazze, splendide chiese e palazzi, tra cui il complesso episcopio-cattedrale-seminario». A metà del Settecento «la diocesi raggiunse circa 25.000 abitanti, 24 parrocchie, 108 chiese, 14 comuni, 312 sacerdoti, 190 chierici, 7 cenobi». Nel 1749 il vescovo Filippo Gentile diede al seminario una sede nuova e più ampia.
La vacanza della cattedra vescovile dal 1800 al 1818 fu seguita dall'unione della diocesi di Telese con quella di Alife. Infatti, il 27 giugno 1818 la diocesi di Alife fu soppressa con la bolla De utiliori di papa Pio VII e il suo territorio incorporato in quello della diocesi di Telese. Tuttavia la successiva bolla Adorandi del 14 dicembre 1820 ripristinò la diocesi alifana, che fu unita aeque principaliter a quella di Telese: questa decisione ebbe effetto solo dopo la morte del vescovo di Alife, Emilio Gentile, nell'aprile del 1822.
L'unione provocò un diffuso malcontento, placatosi quando re Ferdinando II di Borbone, in visita a Cerreto Sannita nel 1852, ascoltando le preghiere del clero locale, si adoperò per il ripristino della cattedra vescovile separata, cosa che avvenne il 6 luglio 1852, con la bolla Compertum nobis di papa Pio IX. Con questo documento, la Santa Sede confermò nuovamente il trasferimento della sede vescovile a Cerreto e decise la nuova denominazione della diocesi in diocesi di Telese o Cerreto (dioecesis Thelesina seu Cerretana).
«Nelle vicende che caratterizzarono il trapasso al Regno d'Italia, la diocesi visse momenti drammatici: il vescovo Luigi Sodo, accusato di essere filo-borbonico e amico del famoso brigante locale Cosimo Giordano, fu arrestato, condotto a Napoli e processato. Assolto dall'accusa, tornò in diocesi e la governò fino al 1895, morendo in odore di santità».
Il 23 maggio 1964, con la lettera apostolica Quaeramus gratiam, papa Paolo VI ha proclamato la Beata Maria Vergine delle Grazie e Sant'Antonio di Padova patroni principali della diocesi.
Al momento dell'unione con Sant'Agata de' Goti, la diocesi di Telese o Cerreto comprendeva i comuni di Cerreto Sannita, Cusano Mutri, Ponte, Casalduni, Amorosi, Guardia Sanframondi, Puglianello, San Salvatore Telesino, Melizzano, Solopaca, Castelvenere, Faicchio, San Lorenzo Maggiore, San Lorenzello, Pietraroja e Telese Terme; e le frazioni di Auduni, Caselle, Curti e Crisci del comune di Gioia Sannitica.

### Sant'Agata de' Goti
La prima menzione della diocesi di Sant'Agata risale alla bolla Cum certum sit di papa Giovanni XIII del 26 maggio 969, con la quale il pontefice eresse Benevento a sede metropolitana e concesse all'arcivescovo Landolfo I la facoltà di nominare e consacrare i suoi vescovi suffraganei, tra cui quello di Sant'Agata.
Landolfo esercitò immediatamente questa sua facoltà, nominando l'anno successivo il primo vescovo di Sant'Agata nella persona di Madelfrido. Nella bolla di nomina, il metropolita dichiara di restituire a Sant'Agata la sede vescovile che già in passato (ut olim) la città aveva posseduto; nella stessa bolla, Landolfo definisce i confini della diocesi di Sant'Agata, che comprendeva anche il territorio dell'antica Caudium.
Tra i successivi vescovi sono noti: Adelardo, verso l'anno 1000, di cui è rimasto il testo del suo epitaffio; Bernardo, documentato in tre occasioni nel 1059, 1075 e 1101; Enrico, fervido sostenitore di papa Innocenzo II contro l'antipapa Anacleto II; Andrea, menzionato in un diploma del 1152 del monastero di San Lorenzo di Aversa.
Tra XI e XII secolo venne fondato in Sant'Agata il monastero benedettino di San Menna, la cui chiesa venne solennemente dedicata da papa Pasquale II il 4 settembre 1110. I verbali delle visite pastorali della prima metà del XVI secolo, la chiesa e l'abbazia sono indicate come affidate non più all'ordine di San Benedetto, ma a canonici regolari agostiniani.
Nel 1191 il vescovo Giovanni II, sostenitore di Enrico VI, partecipò all'assedio di Napoli assieme all'imperatore. A metà del XIII secolo un francescano, Pietro, divenne vescovo di Sant'Agata e si deve probabilmente a lui l'introduzione dell'Ordine in diocesi. Nello stesso periodo il vescovo di Sant'Agata de' Goti ebbe il feudo di Bagnoli con il titolo di barone.
I vescovi santagatesi ebbero difficoltà ad introdurre in diocesi i decreti di riforma del concilio di Trento. «Nonostante l'opera di vescovi quali Giovanni Ghevara, Giovanni Beroaldi, Feliciano Ninguarda ed Ettore Diotallevi, attenti e vigili nel cogliere i malesseri che attraversavano la diocesi, l'attuazione della riforma tridentina era destinata a scontrarsi con i limiti della realtà meridionale, fatta di patronati laici, di chiese ricettizie, di poteri baronali, di capitoli cattedrali dai forti privilegi; dovette inoltre confrontarsi con il fenomeno della clericalizzazione di massa, riconducibile essenzialmente ai privilegi e alle franchigie di cui godevano gli ecclesiastici.» Durante l'episcopato di Felice Peretti (1566-1571), futuro papa Sisto V, fu istituito il seminario diocesano.
Pochi furono i sinodi diocesani, con atti dati alle stampe, celebrati dai vescovi santagatesi; fino all'Ottocento si conoscono solo quelli del 1585, del 1587, del 1621, del 1681 e del 1706. Quest'ultimo, indetto da Filippo Albini, rappresentò «una tappa fondamentale nel processo di rinnovamento della diocesi».
Il vescovo più noto di Sant'Agata fu certamente sant'Alfonso Maria de' Liguori, vescovo per tredici anni, dal 1762 al 1775, che attuò una vera e propria riforma della diocesi: impose ai suoi preti l'obbligo della predica e della confessione, richiamandoli ai loro doveri; ricostruì il seminario e ne riscrisse le regole; dette nuove regole per la vita interna dei monasteri femminili della diocesi; «rivoluzionò la distribuzione dei benefici, smembrò alcune chiese e ne trasferì altre stravolgendo tradizionali sistemi di alleanze e, da "vescovo-missionario", volle che nella sua diocesi sorgessero centri di aggregazione sociale quali le varie congregazioni delle zitelle, dei galantuomini, dei preti, dei fanciulli, segni tangibili dell'opera di catechizzazione della Chiesa».
Il 27 giugno 1818, con la bolla De utiliori di papa Pio VII, la diocesi di Sant'Agata de' Goti fu unita aeque principaliter alla diocesi di Acerra, fino a quando non ne fu divisa con la bolla Nihil est di papa Pio IX, del 30 novembre 1854. Con quest'ultimo decreto Sant'Agata de' Goti cedette alla diocesi di Acerra una porzione del suo territorio corrispondente agli attuali comuni di Arienzo, Cervino, San Felice a Cancello e Santa Maria a Vico.
Al momento dell'unione con Cerreto, la diocesi di Sant'Agata de' Goti comprendeva i comuni di Sant'Agata de' Goti, Valle di Maddaloni, Durazzano, Frasso Telesino, Airola, Forchia, Moiano, Bucciano, Arpaia e Dugenta.

### Cerreto Sannita-Telese-Sant'Agata de' Goti
Il 21 marzo 1984 Felice Leonardo, già vescovo di Telese o Cerreto, fu nominato anche vescovo di Sant'Agata de' Goti, unendo così in persona episcopi le due sedi.
Il 30 settembre 1986, in forza del decreto Instantibus votis della Congregazione per i Vescovi, l'unione è divenuta piena e la diocesi ha assunto il nome attuale.
Nel 1996 l'allora cardinale Joseph Ratzinger inaugurò il museo diocesano d'arte sacra con sede a Sant'Agata de' Goti, voluto dal vescovo Mario Paciello.

## Cronotassi dei vescovi
Si omettono i periodi di sede vacante non superiori ai 2 anni o non storicamente accertati.

### Vescovi di Telese
- Florenzio † (menzionato nel 465)
- Agnello † (menzionato nel 487)
- Menna † (menzionato nel 600)[19]
- San Palerio † (metà del IX secolo)
- Anonimo † (menzionato nel 1061)[20]
- Arnaldo † (prima del 1068 - dopo il 1070)[20]
- Gilberto † (menzionato nel 1075)[20]
- Tommaso ? † (menzionato nel 1080 circa)[21]
- Pietro † (prima del 1178 - dopo il 1190)[22]
- Anonimo † (menzionato nel 1198)[22]
- Luciano † (prima del 1212 - dopo il 1219)[22]
- S. † (prima del 1239)[22]
- R. † (28 marzo 1240 - dopo il 1243)[22]
- Rao † (prima del 1268 - circa 1284 deceduto)[22][23]
- Salerno (o Salemo) † (16 luglio 1286 - dopo il 1296)
- Giacomo I † (menzionato nel 1304)
- Giovanni Arisio (Riso) † (21 maggio 1326 - 1328 deceduto)
- Tommaso I † (7 novembre 1328 - 1340 deceduto)
- Tommaso II † (6 novembre 1340 - 1345 deceduto)
- Matteo Guiliand, O.F.M. † (15 luglio 1345 - 1348 deceduto)
- Domenico, O.F.M. † (10 novembre 1348 - ?)
- Giacomo da Cerreto † (29 gennaio 1353 - 1372 deceduto)
- Giacomo II † (14 luglio 1372 - 1398 nominato vescovo di Nicastro)
  - Giovanni di Casalialbulo, O.F.M. † (21 maggio 1386 - 1393 deceduto) (antivescovo)
  - Nicola di Bittaro † (29 agosto 1393 - ?) (antivescovo)
- Clemente da Napoli, O.E.S.A. † (26 agosto 1399 - ?)
- Marcuccio Brancia † (20 gennaio 1413 - 1452 deceduto)
- Ferdinando Gimel † (11 gennaio 1454 - 1458 deceduto)
- Meolo de Mascabruni † (14 giugno 1459 - 8 ottobre 1464 nominato vescovo di Muro Lucano)
- Matteo Giudici † (8 ottobre 1464 - 17 dicembre 1483 nominato vescovo di Atri e Penne)
- Troilo Agnesi † (17 dicembre 1483 - 26 gennaio 1487 nominato vescovo di Lavello)
- Pietro Palagano, O.F.M. † (26 gennaio 1487 - 25 settembre 1505[24] deceduto)
- Andrea Riccio † (24 ottobre 1505 - 1515 deceduto)
- Biagio Caropipe † (1º giugno 1515 - 10 luglio 1524 deceduto)
- Giovanni Gregorio Peroschi † (8 agosto 1524 - 1525 dimesso)
- Mauro de Pretis † (6 ottobre 1525 - 1533 deceduto)
- Sebastiano De Bonfiliis † (14 febbraio 1533 - 1540 dimesso)
- Alberico Giaquinto † (30 aprile 1540 - 1548 deceduto)
- Giovanni Beroaldo † (14 marzo 1548 - 1º ottobre 1557 nominato vescovo di Sant'Agata de' Goti)
- Angelo Massarelli † (15 dicembre 1557 - 17 luglio 1566 deceduto)
- Cherubino Lavosio, O.E.S.A. † (19 agosto 1566 - 23 aprile 1577 deceduto)
- Annibale Cattaneo † (15 ottobre 1578 - 1584 deceduto)
- Giovanni Stefano de Urbieta, O.P. † (17 dicembre 1584 - 1587 dimesso)
- Cesare Bellocchi † (12 ottobre 1587 - 17 novembre 1595 deceduto)
- Eugenio Savino † (27 marzo 1596 - settembre 1604 deceduto)
- Placido Fava, O.S.B.Oliv. † (17 novembre 1604 - 14 settembre 1605 deceduto)
- Eugenio Cattaneo, B. † (13 febbraio 1606 - 29 settembre 1608 deceduto)
- Giovanni Francesco Leone † (15 dicembre 1608 - 14 aprile 1613 deceduto)
- Sigismondo Gambacorta, C.R.S.A. † (15 luglio 1613 - ottobre 1636 deceduto)
- Pietro Paolo de Rustici, O.S.B. † (16 marzo 1637 - 14 dicembre 1643 nominato vescovo di Isernia)
- Pietro Marioni † (18 aprile 1644 - 1659 dimesso)
- Pietro Francesco Moia, C.R.S. † (1º settembre 1659 - 13 novembre 1674 deceduto)
- Domenico Cito, O.P. † (6 maggio 1675 - 19 settembre 1683 deceduto)
- Giovanni Battista de Bellis † (24 aprile 1684 - settembre 1693 deceduto)
- Biagio Gambaro † (22 dicembre 1693 - ottobre 1721 deceduto)
- Francesco Baccari † (14 gennaio 1722 - 13 maggio 1736 deceduto)
- Antonio Falangola † (9 luglio 1736 - 29 maggio 1747 nominato vescovo di Caserta)
- Filippo Gentile † (20 novembre 1747 - 25 giugno 1771 deceduto)
- Filiberto Pascale † (23 settembre 1771 - 20 febbraio 1788 deceduto)
  - Sede vacante (1788-1792)
- Vincenzo Lupoli † (27 febbraio 1792 - 1º gennaio 1800 deceduto)
  - Sede vacante (1800-1818)
- Raffaele Longobardi † (21 dicembre 1818 - 19 aprile 1822 nominato vescovo di Telese e Alife)

### Vescovi di Telese e Alife
- Raffaele Longobardi † (19 aprile 1822 - 23 settembre 1822 deceduto)
- Giovanni Battista de Martino di Pietradoro † (3 maggio 1824 - 1º maggio 1826 deceduto)
- Carlo Puoti † (3 luglio 1826 - 14 marzo 1848 deceduto)
- Gennaro Di Giacomo † (22 dicembre 1848 - luglio 1852 dimesso)

### Vescovi di Telese o Cerreto
- Luigi Sodo † (27 giugno 1853 - 30 luglio 1895 deceduto)
- Angelo Michele Iannacchino † (29 novembre 1895 - 12 gennaio 1918 dimesso)[25]
- Giuseppe Signore † (20 giugno 1918 - 1º dicembre 1928 dimesso)[26]
- Salvatore Del Bene † (15 dicembre 1928 - 6 aprile 1957 deceduto)
- Felice Leonardo † (22 luglio 1957 - 30 settembre 1986 nominato vescovo di Cerreto Sannita-Telese-Sant'Agata de' Goti)

### Vescovi di Sant'Agata de' Goti
- Madelfrido † (970 - ?)
- Adelardo † (menzionato nel 1000 circa)[27]
- Bernardo † (prima del 1059 - dopo il 1101)[28]
- Enrico † (1108 - 1143)[29]
- Andrea † (menzionato nel 1152 circa)
- Giovanni I † (? - 1161 deceduto)
- Orso † (prima del 1178 - dopo il 1181)[30][31]
- Anonimo † (menzionato nel 1182)[30]
- Giovanni II † (menzionato nel 1191)[30][32]
- Anonimo † (menzionato nel 1215)[30]
- Anonimo † (menzionato nel 1222)[30]
- Anonimo † (menzionato nel 1227)[30]
- Bartolomeo † (menzionato come vescovo eletto prima del 1231)[30]
- Giovanni III † (prima del 1234 - dopo il 1239)[30][33]
- Pietro, O.F.M. † (prima del 1253 - dopo il 1255)[30]
- Nicola del Morrone † (prima del 1266 - dopo il 1274)[30]
- Eustachio, O.P. † (17 settembre 1282 - circa 1294 deceduto)
  - Giovanni IV[34] † (1294 - 1295 deceduto) (amministratore apostolico)
- Guido da San Michele, O.F.M. † (14 novembre 1295 - ? deceduto)
- Francesco † (menzionato nel 1304)
- Roberto Ferrari † (1318 - 1327 deceduto)
- Pandolfo † (1327 - 1342 deceduto)
- Giacomo Martono † (4 febbraio 1344 - 23 marzo 1351 nominato vescovo di Caserta)
- Nicola I † (23 marzo 1351 - circa 1386 deceduto)
- Nicola II † (25 agosto 1386 - 1391 nominato vescovo di Vence)
  - Pietro di Saba, O.F.M. † (23 ottobre 1387 - ?) (antivescovo)
- Antonio di Sarno, O.F.M. † (19 giugno 1391 - 1394 ? deposto)
- Giacomo Papa † (26 ottobre 1394 - 1399 deceduto)
- Pietro Gattula † (8 gennaio 1400 - 17 maggio 1423 nominato arcivescovo di Brindisi)
- Raimondo degli Ugotti, O.S.B.I. † (23 luglio 1423 - 18 dicembre 1430 nominato vescovo di Boiano)
- Giosuè Mormile † (18 dicembre 1430 - 23 luglio 1436 nominato vescovo di Tropea)
- Antonio Bretoni † (6 febbraio 1437 - 18 aprile 1440 nominato arcivescovo di Sorrento)
- Galeotto de la Ratta † (27 aprile 1442 - 1455 deceduto)
- Amorotto † (12 settembre 1455 - marzo 1468 deceduto)
- Pietro Antici Mattei † (17 aprile 1469 - 5 giugno 1472 nominato vescovo di Giovinazzo)
- Marino Morola (o Moroni) † (5 giugno 1472 - 2 febbraio 1487 deceduto)
- Pietro Paolo Capobianco † (16 febbraio 1487 - 1505 deceduto)
- Alfonso Carafa † (30 luglio 1505 - 27 agosto 1512 nominato vescovo di Lucera)
- Giovanni Di Luigi, O.Carm. † (27 agosto 1512 - 1519 ? dimesso)
- Giovanni de Guevara † (19 giugno 1523 - 1556 deceduto)
- Giovanni Beroaldo † (1º ottobre 1557 - 1565 o 1566 deceduto)
  - Felice Peretti, O.F.M.Conv. † (15 novembre 1566 - 17 dicembre 1571 nominato vescovo di Fermo, poi eletto papa con il nome di Sisto V) (vescovo eletto)
- Vincenzo Cisoni, O.P. † (6 febbraio 1572 - 17 gennaio 1583 deceduto)
- Feliciano Ninguarda, O.P. † (31 gennaio 1583 - 17 ottobre 1588 nominato vescovo di Como)
- Giovanni Evangelista Pelleo, O.F.M.Conv. † (17 ottobre 1588 - 1595 deceduto)
- Giulio Santuccio, O.F.M.Conv. † (11 dicembre 1595 - 1607 deceduto)
- Ettore Diotallevi † (4 febbraio 1608 - 16 settembre 1635 nominato vescovo di Fano)
- Giovanni Agostino Gandolfo † (3 dicembre 1635 - 1653 deceduto)
- Domenico Campanella, O.Carm. † (12 gennaio 1654 - 1663 deceduto)
- Biagio Mazzella, O.P. † (26 febbraio 1663 - 1664 deceduto)
- Giacomo Circi † (21 luglio 1664 - 7 marzo 1699 deceduto)
- Filippo Albini † (5 ottobre 1699 - 26 ottobre 1722 deceduto)
- Muzio Gaeta † (20 gennaio 1723 - 19 dicembre 1735 nominato arcivescovo di Bari)
- Flaminio Danza † (19 dicembre 1735 - 11 febbraio 1762 deceduto)
- Sant'Alfonso Maria de' Liguori, C.SS.R. † (14 giugno 1762 - 26 giugno 1775 dimesso)
- Onofrio Rossi † (17 luglio 1775 - 2 novembre 1784 deceduto)
  - Sede vacante (1784-1792)
- Paolo Pozzuoli † (27 febbraio 1792 - 8 marzo 1799 deceduto)
  - Sede vacante (1799-1818)
- Orazio Magliola † (27 giugno 1818 - 3 gennaio 1829 deceduto)
- Emanuele Bellorado, O.P. † (18 maggio 1829 - 29 ottobre 1833 deceduto)
- Taddeo Garzilli † (20 gennaio 1834 - 5 marzo 1848 deceduto)
- Francesco Iavarone † (20 aprile 1849 - 19 agosto 1854 deceduto)
- Francesco Paolo Lettieri † (23 marzo 1855 - 24 giugno 1869 deceduto)
  - Sede vacante (1869-1871)
- Domenico Ramaschiello † (22 dicembre 1871 - 22 gennaio 1899 deceduto)
- Ferdinando Maria Cieri † (22 gennaio 1899 succeduto - 12 novembre 1910 deceduto)
- Alessio Ascalesi, C.PP.S. † (19 giugno 1911 - 9 dicembre 1915 nominato arcivescovo di Benevento)
- Giuseppe de Nardis † (12 settembre 1916 - 1º aprile 1953 dimesso[35])
- Costantino Caminada † (22 maggio 1953 - 16 gennaio 1960 nominato vescovo ausiliare di Siracusa[36])
- Ilario Roatta † (8 marzo 1960 - 2 gennaio 1982 ritirato)
  - Sede vacante (1982-1984)
- Felice Leonardo † (21 marzo 1984 - 30 settembre 1986 nominato vescovo di Cerreto Sannita-Telese-Sant'Agata de' Goti)

### Vescovi di Cerreto Sannita-Telese-Sant'Agata de' Goti
- Felice Leonardo † (30 settembre 1986 - 20 luglio 1991 ritirato)
- Mario Paciello (20 luglio 1991 - 6 agosto 1997 nominato vescovo di Altamura-Gravina-Acquaviva delle Fonti)
- Michele De Rosa (23 maggio 1998 - 24 giugno 2016 ritirato)
- Domenico Battaglia (24 giugno 2016 - 12 dicembre 2020 nominato arcivescovo di Napoli)[37]
- Giuseppe Mazzafaro, dal 7 maggio 2021

## Ordini religiosi presenti in diocesi
- Suore vittime espiatrici di Gesù Sacramentato - Amorosi
- Suore vittime espiatrici di Gesù Sacramentato - Dugenta
- Suore vittime espiatrici di Gesù Sacramentato - Frasso Telesino
- Suore vittime espiatrici di Gesù Sacramentato - Guardia Sanframondi
- Suore degli Angeli - Faicchio
- Suore degli Angeli - Telese Terme
- Suore francescane alcantarine - Solopaca
- Suore di San Vincenzo Pallotti - Airola
- Suore dei Sacri Cuori - Sant'Agata de' Goti - Frazione Capitone
- Suore dei Sacri Cuori - Valle di Maddaloni
- Suore del Buono e Perpetuo Soccorso - Cerreto Sannita
- Figlie di Nostra Signora al Monte Calvario - Moiano
- Discepole di Santa Teresa del Bambin Gesù - Gioia Sannitica
- Ordine delle Sorelle Povere di Santa Chiara (Clarisse) - Airola
- Comunità monastica delle Redentoriste - Sant'Agata de' Goti
- Ordine dei frati minori - Airola
- Congregazione della Passione di Gesù Cristo - Airola
- Ordine dei frati minori cappuccini - Cerreto Sannita

## Statistiche
La diocesi nel 2023 su una popolazione di 86.066 persone contava 83.962 battezzati, corrispondenti al 97,6% del totale.
| anno                                                  | popolazione | popolazione | popolazione | presbiteri | presbiteri | presbiteri | presbiteri                | diaconi | religiosi | religiosi | parrocchie |
| anno                                                  | battezzati  | totale      | %           | numero     | secolari   | regolari   | battezzati per presbitero | diaconi | uomini    | donne     | parrocchie |
| ----------------------------------------------------- | ----------- | ----------- | ----------- | ---------- | ---------- | ---------- | ------------------------- | ------- | --------- | --------- | ---------- |
| diocesi di Telese o Cerreto                           |             |             |             |            |            |            |                           |         |           |           |            |
| 1950                                                  | 57.479      | 57.549      | 99,9        | 76         | 70         | 6          | 756                       |         | 10        | 160       | 24         |
| 1970                                                  | 54.013      | 54.137      | 99,8        | 58         | 45         | 13         | 931                       |         | 16        | 138       | 26         |
| 1980                                                  | 51.084      | 51.357      | 99,5        | 54         | 36         | 18         | 946                       |         | 22        | 83        | 26         |
| diocesi di Sant'Agata de' Goti                        |             |             |             |            |            |            |                           |         |           |           |            |
| 1950                                                  | 30.000      | 30.000      | 100,0       | 72         | 51         | 21         | 416                       |         | 30        | 50        | 29         |
| 1970                                                  | 38.167      | 38.208      | 99,9        | 57         | 37         | 20         | 669                       |         | 23        | 92        | 34         |
| 1980                                                  | 36.332      | 36.699      | 99,0        | 52         | 34         | 18         | 698                       |         | 23        | 66        | 34         |
| diocesi di Cerreto Sannita-Telese-Sant'Agata de' Goti |             |             |             |            |            |            |                           |         |           |           |            |
| 1990                                                  | 86.460      | 87.332      | 99,0        | 86         | 56         | 30         | 1.005                     |         | 37        | 120       | 60         |
| 1999                                                  | 90.005      | 90.915      | 99,0        | 76         | 51         | 25         | 1.184                     |         | 29        | 110       | 60         |
| 2000                                                  | 89.921      | 90.842      | 99,0        | 75         | 57         | 18         | 1.198                     |         | 21        | 105       | 60         |
| 2001                                                  | 89.890      | 90.762      | 99,0        | 73         | 55         | 18         | 1.231                     |         | 21        | 104       | 60         |
| 2002                                                  | 90.242      | 91.041      | 99,1        | 72         | 55         | 17         | 1.253                     |         | 19        | 102       | 60         |
| 2003                                                  | 89.785      | 90.786      | 98,9        | 75         | 59         | 16         | 1.197                     | 1       | 17        | 103       | 60         |
| 2004                                                  | 89.570      | 90.716      | 98,7        | 78         | 63         | 15         | 1.148                     | 1       | 15        | 101       | 60         |
| 2006                                                  | 90.109      | 91.242      | 98,8        | 75         | 59         | 16         | 1.201                     | 1       | 17        | 90        | 60         |
| 2013                                                  | 89.728      | 91.820      | 97,7        | 73         | 58         | 15         | 1.229                     | 2       | 16        | 83        | 60         |
| 2016                                                  | 89.428      | 91.193      | 98,1        | 70         | 55         | 15         | 1.277                     | 2       | 15        | 75        | 60         |
| 2019                                                  | 88.131      | 90.396      | 97,5        | 70         | 54         | 16         | 1.259                     | 2       | 17        | 72        | 60         |
| 2021                                                  | 86.289      | 88.322      | 97,7        | 67         | 53         | 14         | 1.287                     | 2       | 14        | 61        | 60         |
| 2023                                                  | 83.962      | 86.066      | 97,6        | 70         | 56         | 14         | 1.199                     | 2       | 15        | 57        | 60         |

### Per la sede di Telese o Cerreto
- (LA) Ferdinando Ughelli, Italia sacra, vol. VIII, seconda edizione, Venezia, 1721,  coll. 367-374.
- Giovanni Rossi, Catalogo de' vescovi di Telese, Napoli, 1827.
- Vincenzio d'Avino, Cenni storici sulle chiese arcivescovili, vescovili e prelatizie (nullius) del Regno delle Due Sicilie, Napoli, 1848,  pp. 663-664.
- (LA) Paul Fridolin Kehr, Italia Pontificia, vol. IX, Berolini, 1962,  pp. 117-119 (archiviato dall'url originale il 23 settembre 2015).
- (DE) Norbert Kamp, Kirche und Monarchie im staufischen Königreich Sizilien. Prosopographische Grundlegung. Bistümer und Bischöfe des Königreichs 1194-1266, 1. Abruzzen und Kampanien, München, 1973,  pp. 291-294.
- Pius Bonifacius Gams, Series episcoporum Ecclesiae Catholicae, Graz, 1957,  p. 931.
- (LA)  Konrad Eubel, Hierarchia Catholica Medii Aevi, vol. 1, pp. 482–483; vol. 2, pp. XXXX, 250; vol. 3, pp. 311–312; vol. 4, p. 333; vol. 5, p. 374; vol. 6, p. 401.
- (LA, IT) Bolla Compertum nobis, in Collezione degli atti emanati dopo la pubblicazione del Concordato dell'anno 1818, parte XIII, Napoli, 1854,  pp. 134-156.

### Per la sede di Sant'Agata de' Goti
- (EN) La diocesi di Sant'Agata de' Goti, su catholic-hierarchy.org.
- (LA) Ferdinando Ughelli, Italia sacra, vol. VIII, seconda edizione, Venezia, 1721,  coll. 344-358.
- Vincenzio d'Avino, Cenni storici sulle chiese arcivescovili, vescovili e prelatizie (nullius) del Regno delle Due Sicilie, Napoli, 1848,  pp. 606-612.
- (LA) Paul Fridolin Kehr, Italia Pontificia, vol. IX, Berolini, 1962,  pp. 120-124 (archiviato dall'url originale il 23 settembre 2015).
- Giuseppe Orlandi, Le relazioni «ad limina» della diocesi di Sant'Agata de' Goti nel secolo XVIII, in Spicilegium Historicum 17 (1969), parte I pp. 3-82, parte II pp. 189-214
- (DE) Norbert Kamp, Kirche und Monarchie im staufischen Königreich Sizilien. Prosopographische Grundlegung. Bistümer und Bischöfe des Königreichs 1194-1266, 1. Abruzzen und Kampanien, München, 1973,  pp. 286-290.
- (LA) Pius Bonifacius Gams, Series episcoporum Ecclesiae Catholicae, Graz, 1957,  pp. 845-846.
- (LA)  Konrad Eubel, Hierarchia Catholica Medii Aevi, vol. 1, pp. 75–76; vol. 2, pp. XII, 81; vol. 3, p. 97; vol. 4, p. 71; vol. 5, p. 71; vol. 6, p. 69.
- (LA, IT) Bolla Nihil est, in Collezione degli atti emanati dopo la pubblicazione del Concordato dell'anno 1818, parte XIV, Napoli, 1857,  pp. 77-91.
- Antonio Abbatiello, La Chiesa di San Menna nei verbali di Santa Visita, La chiesa di San Menna a Sant'Agata de' Goti. Atti del convegno di studi - 9 giugno 2010 - Sant'Agata de' Goti, Salerno, Industria Grafica Campana, 2014,  pp. 273-280, ISBN 978-88-97581-22-2.